# 泉粒鯰
泉粒鯰，為輻鰭魚綱鯰形目粒鯰科的其中一種，為熱帶淡水魚，分布於亞洲印尼蘇門答臘Batang Hari流域，體長可達2.3公分，棲息在沙底質、水流快速的溪流底層水域，生活習性不明。